# Virtua Tennis 2009
Virtua Tennis 2009 (conosciuto in Giappone come Power Smash: Live Match!), è il quarto sequel del videogioco arcade di tennis targato SEGA. Il videogioco è disponibile su PlayStation 3, Xbox 360, Microsoft Windows e Wii.

## Caratteristiche principali
In Virtua Tennis 2009 esiste la possibilità di competere per il titolo finale di "Campione di Virtua Tennis" su internet. Nel gioco sono presenti più di 20 tra i migliori giocatori al mondo, e fra i trofei è presente la Coppa Davis. Esiste la possibilità di personalizzare i giocatori (viso, corpo e abbigliamento).
Inoltre sono presenti 12 minigiochi fra cui "A ciascuno il suo" e "Guerra dei pirati".
L'azione, rispetto alle precedenti versioni, è migliorata notevolmente rendendo il tutto più realistico.
Esiste una versione per il Wii, dove fra i personaggi giocabili si ritrovano fra gli altri Roger Federer, Rafael Nadal, Marija Šarapova, Venus Williams, Andy Murray e Ana Ivanović.